# Roszni-Czu
Roszni-Czu (ros. Рошни-Чу) – wieś w Rosji, w Czeczenii, w rejonie urus-martanowskim. W 2010 liczyła 5195 mieszkańców.